# Маргарет (фільм)
«Маргарет» («Margaret») — американська кінодрама 2011 року, знята режисером Кеннетом Лонерганом.

## Сюжет
Молода дівчина, учениця старшої школи, 17-річна Маргарет стає свідком нещасного випадку, дорожньої пригоди, яка згодом впливає на життя багатьох людей.

## У ролях
- Метт Деймон — містер Ерон
- Марк Раффало — Джейсон Берстоун
- Анна Пакуїн — Ліза Коен
- Жан Рено — Рамон
- Меттью Бродерік — Ендрю
- Олівія Тірлбі — Моніка
- Еллісон Дженні — роль другого плану
- Кіран Калкін — Пол
- Крістен Ріттер — роль другого плану
- Розмарі Девітт — місіс Марретті
- Метт Буш — Курт
- Джон Галлагер — Даррен
- Сара Стіл — Беккі
- Джей Сміт-Кемерон — Джоан
- Карло Елбан — Родріго
- Ліза Колон-Зайас — сестра
- Бріттані Андервуд — епізод
- Адам Роуз — епізод
- Джіні Берлін — епізод
- Джессіка Данфі — епізод
- Келлі Вульф — епізод
- Меліса Рокко — епізод
- Джіо Перес — епізод
- Грег Д'Агостіно — епізод
- Стівен Едлі Джорджес — епізод
- Лорен Поттер — епізод
- Кевін Гір — епізод
- Рені Флемінг — епізод
- Сонні Веллоцці — епізод
- Кен Следік — епізод
- Кіт Паттерсон — епізод
- Ендрю Гіллмедо — епізод
- Джанет Міранда — епізод
- Джейсон Пендерграфт — епізод
- Валіса Тейт — епізод
- Вейн Чанг — епізод
- Ілона Александра — епізод
- Емілі Швейц — епізод
- Кассандра Сейденфельд — епізод
- Брава Дуглас — епізод
- Джозеф О'Кіфі — епізод
- Джилл Демонстой — епізод
- Шеріл Патрік — епізод
- Сьюзен Грем — епізод
- Сенді Деджордж — епізод
- Кенні Шапіро — епізод
- Франко Булаон — епізод
- Стефані Кеннон — епізод
- Маршалл Фактора — епізод
- Стівен Конрад Мур — епізод
- Вільям Гендерсон Вайт — епізод
- Норман Шлейффер — епізод
- Ілен Шварц — епізод
- Кеннет Лонерган — Карл
- Тоні Галтьєрі — епізод
- Даяна Тереза Перрі — епізод
- Едвард Ем Келахен — епізод
- Роберт Майєрс — епізод
- Глорія Паркс — епізод
- Стюарт Саммерс — епізод

## Знімальна група
- Режисер — Кеннет Лонерган
- Сценарист — Кеннет Лонерган
- Оператор — Ришард Ленчевський
- Композитор — Ніко М'юлі
- Продюсери — Блер Бреард, Гері Гілберт, Ентоні Мінгелла, Сідні Поллак, Скотт Рудін